# Gaoqiao (köping i Kina, Guizhou)
Gaoqiao (kinesiska: 高桥, 高桥镇) är en köping i Kina. Den ligger i provinsen Guizhou, i den sydvästra delen av landet, omkring 120 kilometer norr om provinshuvudstaden Guiyang.